# 産業技術総合研究所生命情報科学研究センター
産業技術総合研究所 生命情報科学研究センター（さんぎょうぎじゅつそうごうけんきゅうしょ せいめいじょうほうかがくけんきゅうせんたー）は、産業技術総合研究所の研究ユニットの一つでバイオインフォマティクス研究を推進していた。英語表記はCBRC(Computational Biology Research Center)。センター長は秋山泰。
2001年4月1日に始まり、2007年3月31日に終了した。生命情報科学研究センターを継承・発展される形で産業技術総合研究所生命情報工学研究センターが設立された。
遺伝子情報系、分子機能系、生命システム系の3系の7チームに数理科学やコンピュータサイエンス、分子生物学など幅広い研究者を擁していた。国際連携にも力を入れていて、インド・シンガポール・韓国・中国などのバイオインフォマティクス研究所と提携し、年に一度研究発表会をこれらの地域持ち回りで開催していた。また、社会人へのバイオインフォマティクス教育を初めてとして企業との共同研究、開発なども積極的に行われていた。東京大学、早稲田大学の教員を併任し、これらの大学で学生に対しバイオインフォマティクス教育を行っている研究員も多かった。
MAGIクラスタ、ASC、Blue Geneなどの大規模計算機を用いたバイオインフォマティクス研究も積極的に行っていた。

## 事業
- 生命情報科学技術者養成コース（実施期間：平成17年度～平成22年度）
- 生命情報科学人材養成コース（実施期間：平成13年度～平成17年度）